# Alaejos

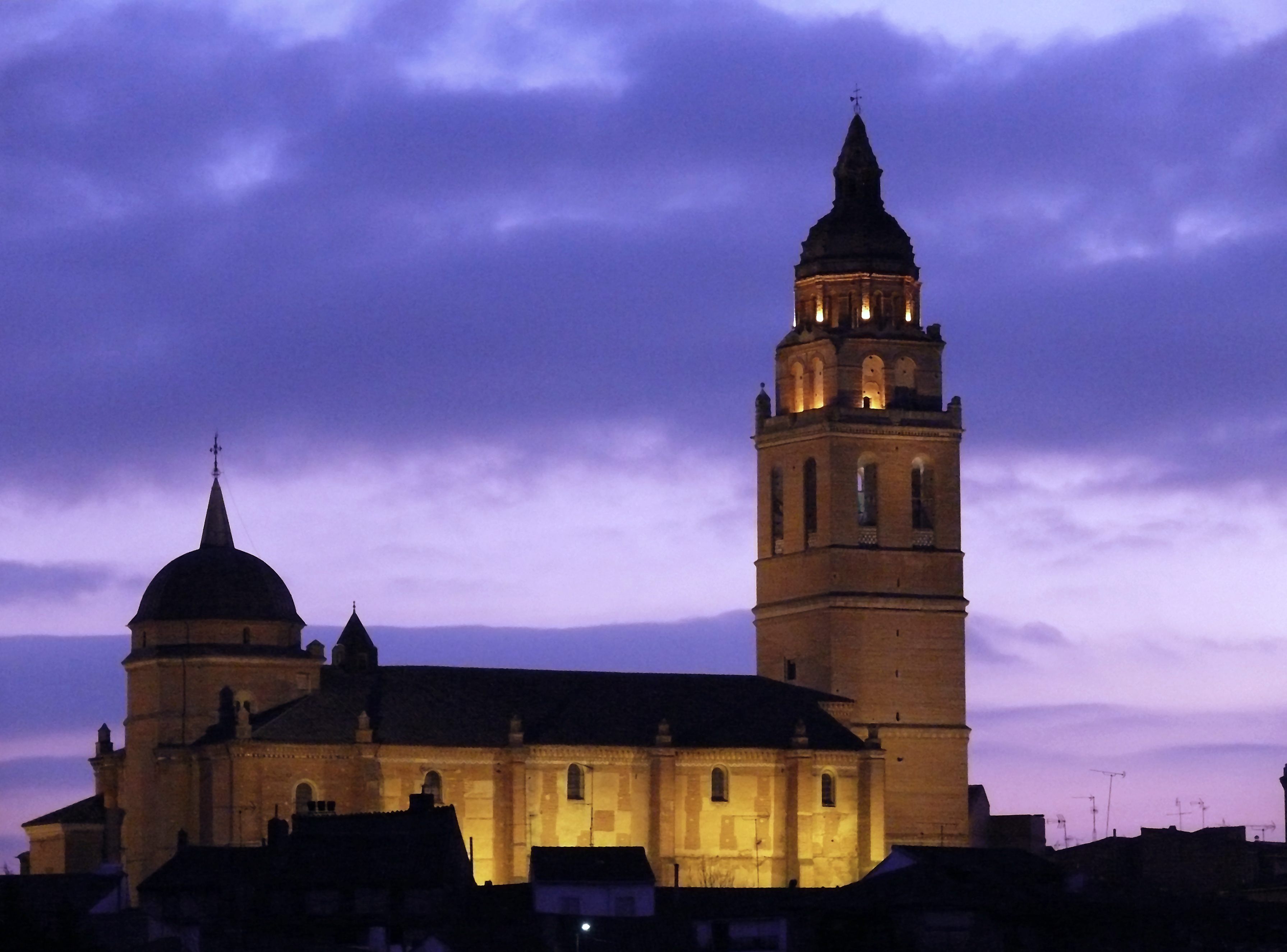
Alaejos

Alaejos is een gemeente in de Spaanse provincie Valladolid in de regio Castilië en León met een oppervlakte van 102,49 km². Alaejos telt 1.400 inwoners (1 januari 2016).